# Stuart Taylor
Stuart James Taylor (n. 28 noiembrie, 1980 în Londra, Anglia) este un jucător englez de fotbal care evoluează pe postul de portar. A jucat pentru echipele naționale de juniori ale Angliei, bifând cinci meciuri la diverse niveluri și fiind chemat la Campionatul European pentru tineret din 2002.